# Flughafen München GmbH
Die Flughafen München GmbH (FMG) ist die Betreibergesellschaft des Münchner Flughafens.

## Geschichte
Am 12. Oktober 1949 wurde die „Flughafen München-Riem Gesellschaft mbH“ vom Freistaat Bayern und der Stadtverwaltung München gegründet. Geschäftsführer wurde Wulf-Dieter Graf zu Castell, der diesen Posten bis 1972 innehatte. Ebenfalls in diesem Jahr nahm man einen Ausbau der Start- und Landebahn auf 1907 Meter Länge und 60 Meter Breite in Angriff, der am 22. November abgeschlossen werden konnte. 1962 wurden zum ersten Mal mehr als eine Million Fluggäste im Laufe eines Jahres abgefertigt. Die „Oechsle-Kommission“ begann 1963 mit der Suche nach einem neuen Standort für den Flughafen. 1969 wurde die Gesellschaft in Flughafen München GmbH (FMG) umbenannt. Bis zum 16. Mai 1992 betrieb sie den Flughafen München-Riem, dann erfolgte der Umzug zum neuen Standort zwischen Erding und Freising. Mit der Betriebsverlagerung wurde der Flughafen München-Riem stillgelegt und der neue Flughafen München am 17. Mai 1992 eröffnet.
Im Jahr seiner Eröffnung verzeichnete der Flughafen 12 Millionen Passagiere, 2019 wurden 48 Millionen Fluggäste gezählt. Wegen des dynamischen Verkehrswachstums erweiterte die FMG den Flughafen bedarfsgerecht und eröffnete am 27. Juni 2003 Terminal 2, das sie gemeinsam mit der Lufthansa geplant und gebaut hatte und nun betreibt. Die Finanzierung teilen sich Lufthansa (40 %) und FMG (60 %). Im April 2016 wurde ein Satellitenterminal mit einer zusätzlichen Kapazität für 11 Millionen Passagiere in Betrieb genommen. Die FMG entwickelte den Flughafen zu einem der leistungsstärksten Luftverkehrsdrehkreuze in Europa. Als erster Flughafen Europas wurde der Münchner Flughafen als „5-star-airport“ ausgezeichnet. Weitere Ausbaupläne umfassen den Bau einer dritten Start- und Landebahn. Dazu liegt ein mehrfach gerichtlich überprüfter Planfeststellungsbeschluss vor, die politische Entscheidung der Gesellschafter über die Verwirklichung des Ausbauprojekts steht noch aus. Das Ausbauvorhaben ist umstritten. Durch die Auswirkungen der Corona-Pandemie sowie die weltweiten Reiserestriktionen verzeichnete der Flughafen München im Jahr 2020 erhebliche Verkehrseinbrüche und das Passagieraufkommen sank um über 75 Prozent auf rund 11,1 Millionen Fluggäste.
Im September 2014 fällte der Aufsichtsrat der FMG den Beschluss, sich nicht an ausländischen Airports zu beteiligen.
Aerogate ist seit 1992 am Münchner Airport für Passagier- und Gepäckabfertigungsprozesse zuständig. Das bedeutet, dass Fluggesellschaften Aerogate für Dienstleistungen, wie zum Beispiel den Checkin und die Passagierbetreuung, beauftragen.
Ab dem 1. April 2025 wird die Schweizer AXS-Gruppe mit ihrer Gesellschaft AHS Aviation Handling Services alle Anteile an Aerogate übernehmen. Der Verkauf wird laut AXS keine Auswirkungen auf die Verträge von Aerogate haben, sowohl Kunden- als auch Arbeitsverträge bleiben unverändert bestehen. 

## Konzerngesellschaften
Tochterunternehmen sind:

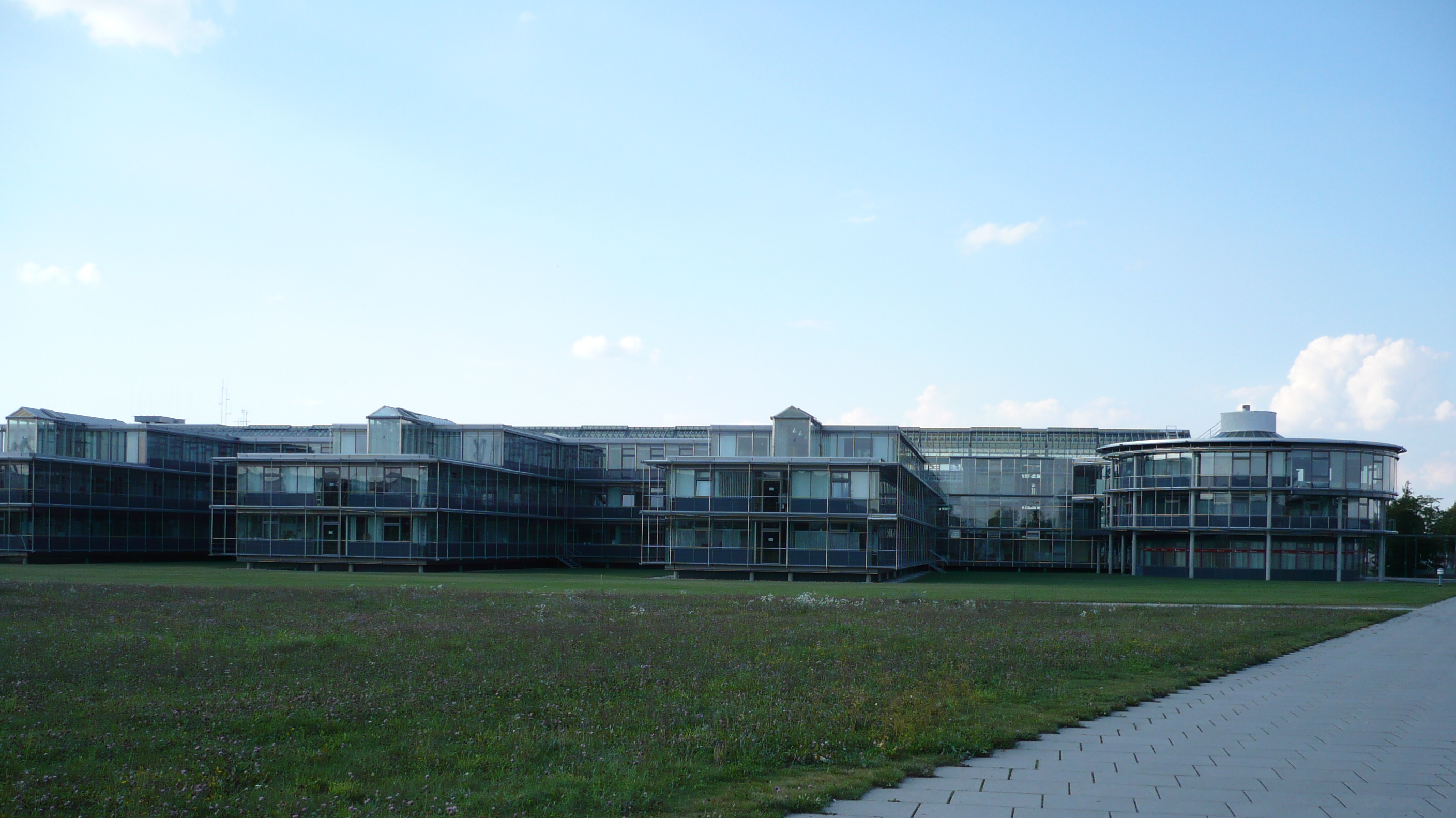
Zentrales Verwaltungsgebäude der FMG

- aerogate München Gesellschaft für Luftverkehrsabfertigungen mbh, Oberding, Passagierabfertigung[9] Verkauf der Aerogate, siehe Pressemitteilung vom 21. März 2025
- AeroGround Flughafen München GmbH und AeroGround Berlin GmbH vertreiben Bodenverkehrsdienstleistungen (ground handling)[10]
- Allresto Flughafen München Hotel und Gaststätten GmbH betreibt die öffentlichen Gastronomiebetriebe, Casinos[11] und ist Eigentümer des Hilton Munich Airport[12][13]
- FMSicherheit Flughafen München Sicherheit GmbH erbringt Bewachungs- und Sicherheitsdienste[14]
- Cargogate Flughafen München Gesellschaft für Luftverkehrsabfertigungen mbH – Gegenstand ist die Frachtgutabfertigung[15]
- EFM: Das 1993 gegründete Tochterunternehmen Gesellschaft für Enteisen und Flugzeugschleppen (EFM) der Deutschen Lufthansa AG, die indirekt 51 % der Anteile hält, und der Flughafen München GmbH mit einer Beteiligung von 49 %, beschäftigt 118 Mitarbeiter und bietet neben Flugzeugenteisungen und Rangierdiensten (Pushback und Schleppen) auch die externe Klimatisierung von Flugzeugen vor Ort an. Die Flotte besteht aus 23 Schleppern, 24 Enteisungsfahrzeugen, drei Heizwägen und zwei Klimaanlagen-Fahrzeugen.[16]
- Eurotrade Flughafen München Handels GmbH, betreibt als Einzelhändler oder Franchise-Partner Ladengeschäfte in den Gebäuden[17]
- Die Flughafen München Baugesellschaft mbH – Geschäftsbesorgung bei Planungen und der Realisierung (Bau) von Flughafeninfrastrukturmaßnahmen im östlichen Vorfeldbereich (Joint Venture von FMG und Lufthansa), Oberding[18]
- FMV – Flughafen München Versicherungsvermittlungsgesellschaft mbH – vermittelt und administriert Versicherungen
- LabCampus GmbH, verantwortlich für den Aufbau und Betrieb des gleichnamigen Innovationszentrums LabCampus am Flughafen München.
- MediCare Flughafen München Medizinisches Zentrum GmbH, Beteiligungsquote 51 %, ist verantwortlich für den Medizinischen Dienst und die AirportClinic M
- Radiologisches Diagnostikzentrum München Airport GmbH, Beteiligungsquote 18,2 %, erbringt medizinische Dienstleistungen
- Terminal 2 Gesellschaft mbH & Co oHG – betreibt das Terminal 2. Sie ist ein Joint Venture von FMG und Lufthansa
- Die hundertprozentige FMG-Tochter „InfoGate Information Systems GmbH“ wurde im März 2012 gegründet. Diese entwickelt und vertreibt die hauseigene Informations- und Navigationsplatform InfoGate an die Reise- und Verkehrsbranche.[19]
- HSD Flughafen GmbH, Berlin, Gegenstand sind Bodenverkehrsdienste.

## Geschäftsführung
Vorsitzender der Geschäftsführung und Arbeitsdirektor ist seit 1. Januar 2020 Jost Lammers. Die Geschäftsführung für die Bereiche Finanzen und Infrastruktur hatte Nathalie Leroy bis Ende 2024 inne. Sie wechselte Anfang des Jahres 2025 zu Open Grid Europe GmbH (OGE). Seit dem 1. November 2021 verantwortet Jan-Henrik Andersson den Bereich Commercial und Security. Aufsichtsratsvorsitzender ist Staatsminister Albert Füracker.

## Auszeichnungen
Am 3. Dezember 2010 wurde die Gesellschaft mit dem Integrationspreis JobErfolg 2010 ausgezeichnet für eine Beschäftigungsquote von Menschen mit Behinderung deutlich über der Pflichtquote und die hervorragende Kooperation mit der Lebenshilfe Freising.

## Besitzverhältnisse
Gesellschafter sind der Freistaat Bayern mit einem Anteil von 51 Prozent, die Bundesrepublik Deutschland mit 26 Prozent und die Landeshauptstadt München mit 23 Prozent.